# Francesco Biondelli
Francesco Biondelli (Piacenza, 18 dicembre 1858 – Ceccano, 15 dicembre 1898) è stato un religioso, educatore e scrittore italiano.

## Biografia
Nato a Piacenza (allora ancora parte del Ducato di Parma e Piacenza) da una famiglia nobile di quella stessa città, aderì alla Congregazione della Missione di san Vincenzo de' Paoli e frequentò il corso di teologia dogmatica presso il Collegio Alberoni.
Nel gennaio del 1881 si trasferì a Roma dove terminò il noviziato e fui poi scelto dai suoi superiori per dirigere il seminario interno e lo studentato presso la sede dei vincenziani nella capitale.
Fervente devoto di Maria Vergine, è oggi ricordato nell'ambito della Congregazione della Missione per essere riuscito a ottenere da parte della Santa Sede la concessione della festa della Medaglia miracolosa.

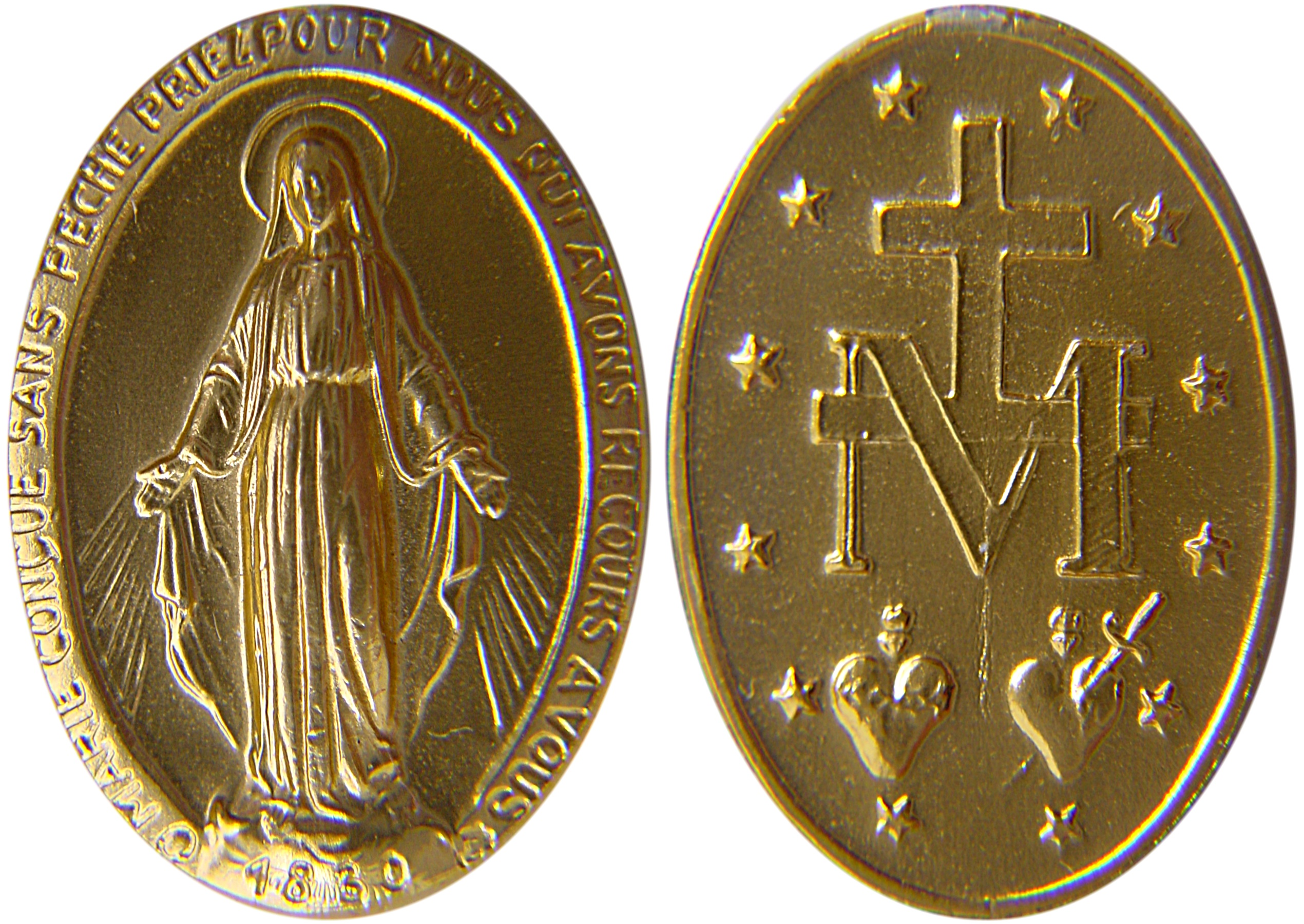
La medaglia miracolosa

Non riuscendo, infatti, l'allora Procuratore Generale della Congregazione della Missione presso la Santa Sede, Padre Natale Barbagli, a ottenere tale riconoscimento, lo stesso decise di richiedere l'aiuto di Padre Francesco Biondelli in virtù della sua nota devozione alla Madonna.
I due religiosi furono ricevuti dal Cardinale Gaetano Aloisi Masella, Prefetto della Congregazione dei riti, il quale rimase talmente colpito dall'umiltà e dalla docilità del missionario che in seguitò riferì di essergli parso di trovarsi di fronte a un santo e si adoperò perché papa Leone XIII istituisse la celebrazione della festa nel calendario liturgico.
Dal 1894 la Chiesa cattolica festeggia, quindi, la Beata Vergine Maria della Medaglia Miracolosa ogni 27 novembre (giorno dell'apparizione della Vergine a santa Catherine Labouré in cui le ordinò di far coniare la Medaglia) alle ore 17 al termine della celebrazione di una novena, ovvero, come recita la supplica «proprio nel giorno ed ora benedetta, da te (la Madonna) prescelta per la manifestazione della tua Medaglia».
Padre Francesco Biondelli continuerà, quindi, la propria opera a favore dell'istruzione dei giovani e nel 1896 gli verrà affidata la direzione prima della Scuola Apostolica di Pratica di Mare e poi di quella di Ceccano in provincia di Frosinone.
Si spegnerà il 15 dicembre 1898, anno in cui verrà pubblicato un suo testo dedicato alla Medaglia miracolosa e intitolato “La Medaglia miracolosa: nuova ancora di speranza pel secolo XX”, a soli tre giorni dal compimento del suo quarantesimo compleanno. Venne sepolto a Ceccano nella tomba della famiglia dei conti Gizzi presso cui viveva e che gli era molto affezionata.
A seguito della sua scomparsa la Congregazione della Missione fece realizzare un suo ritratto oggi conservato presso la sede della Provincia Romana della Congregazione assieme alle altre immagini dei santi, dei beati e dei personaggi illustri dei vincenziani e sul quale è riportata la seguente frase in latino:
"Franciscus Biondelli C.M.
Religionem erga Virginem Immaculatum a Sacro Numismate impense fovit;
piissime vita functus die XV Decem. a. MDCCCXCVIII. natalis sui XL
ossia
"Francesco Biondelli C.M.
Favorì con grandi sforzi il culto per la Vergine Immacolata tramite la Sua Sacra Medaglia;
concluse la propria vita in modo piissimo il giorno 15 Dicembre 1898 a quarant'anni di età."

## Opere
- La Medaglia miracolosa: nuova ancora di speranza pel secolo XX, Desclée, Lefebvre e C.i, 1898